# Ozie Boo!
Ozie Boo! es una serie animada francesa preescolar en animación 3D estrenada en el año 2006.

## Sinopsis
Los Ozie Boo! son cinco amigos pingüinos que viven en el Ártico dispuestos a experimentar las más maravillosas aventuras, ya sea tratando de festejarle el cumpleaños a un amigo un día de tormenta, o simplemente haciendo bromas y juegos divertidos. 

## Personajes
- Ed es el líder del grupo, de color verde. Voz de Rodrigo Saavedra.
- Fred, es de color naranja, y bastante tímido. Voz de Carolina Villanueva.
- Ned, es el más valiente, de color azul. Está secretamente enamorado de Nelly. Voz de Elizabeth Carmona.
- Nelly, es la única niña, y la más dulce, de color rosa. Está secretamente enamorada de Ned. Voz de Tamara Ferj.
- Ted, es torpe, pero siempre demuestra su afecto para con todos, de color rojo. Voz presumiblemente de Sergio Aliaga.

También aparecen, más esporádicamente, Rajah (Voz de Miriam  Aguilar) el tigre siberiano bebe, Mikky (Voz de René Pinochet) y Nikky (Voz de Bernardita Ojeda) los osos polares, Sky el albatros, entre otros.

## Producción
La serie fue producida por la empresa productora Cyber Group Studios, localizados en Paris, Francia.  En ese país, la serie fue transmitida por la cadena de televisión pública France 5 y por la cadena privada Canal J al mismo tiempo pero en diferentes horarios. En el resto de América Latina, la serie fue transmitida por el canal de pago Playhouse Disney Channel y Disney Junior desde el 16 de febrero de 2009 hasta el 1 de abril de 2011.